# 北村恵吾
北村 恵吾（きたむら けいご、2000年12月18日 - ）は、岐阜県大垣市出身のプロ野球選手（内野手）。右投右打。東京ヤクルトスワローズ所属。

## 経歴

### プロ入り前
岐阜県の大垣市立北小学校2年生のときに野球を始める。きっかけは、たまたま小学校の前を通った時に地元の少年野球チームである大垣北クラブを見てやりたいと思い、練習に参加させてもらった所、楽しかったために始めた。小学生の頃は主に「4番・投手」だった。
大垣市立北中学校進学後は、西濃ボーイズに所属した。中学時代には根尾昂と岐阜県選抜チームでチームメイトにもなった。
近江高等学校では1年生の春からベンチ入り。1年夏から「4番・左翼手」を務めた。その夏の甲子園では1回戦敗退。2年秋の滋賀大会で優勝し、近畿地方大会でベスト4。3年次の選抜高等学校野球大会では3回戦で敗退した。3年春の滋賀大会は準優勝。3年夏の第100回全国高等学校野球選手権記念大会1回戦（対智弁和歌山高等学校戦）では2本塁打を放つなど活躍し甲子園8強入りに貢献 (チームは金足農業にサヨナラ負けを喫した) 。その後、北村はプロ志望届を提出する意向でいたが、家族との会議を経て大学への進学を決めた。高校通算44本塁打。2学年上には京山将弥がいた。
高校卒業後、中央大学商学部商業貿易学科に進学。大学リーグにおいて一塁手としてベストナインを計2度受賞し、キャプテンも務めた。
大学の同級生には2022年のドラフト会議で阪神タイガースから1巡目指名をされた森下翔太が、1学年上には古賀悠斗が、2学年上には牧秀悟、五十幡亮汰がいた。加えて、牧とは大学の寮で2年間同部屋だった。当時、北村が成績不振に陥ったときにキャプテンでもあった牧からは、励ましてもらったりなどして寄り添ってくれたという。
2022年のドラフト会議で東京ヤクルトスワローズから5位指名を受けた。11月22日、明治記念館で入団交渉を行い、契約金3500万円、年俸750万円で仮契約した。背番号は50。プロ入り後は一塁手ではなく二塁手、三塁手に挑戦することが球団の意向で決まった。

### ヤクルト時代
2023年（1年目）は、新人選手の中では吉村貢司郎と共に、沖縄県浦添市での一軍春季キャンプに選出された。8月9日、対広島17回戦（神宮）に先発出場し、第1打席で犠飛によりプロ初打点を挙げると続く第2打席ではプロ入り初安打となる満塁本塁打を放つ。プロ初安打が満塁本塁打となるのは、2014年の梅田尚通（西武）以来NPB史上5人目、新人では1967年の槌田誠（巨人）以来史上3人目の快挙だった。
2024年は一軍出場がなかった。二軍では79試合に出場して打率.259、2本塁打、21打点という成績だった。
2025年は二軍で79試合に出場して打率.235、2本塁打という成績で、8月3日に一軍昇格。同日の阪神タイガース戦で代打出場し、岩貞祐太から3点本塁打を記録した。

## 選手としての特徴
長距離ヒッターの素質を兼ね備えた選手。勝負強い打撃がセールスポイント。

## 人物・エピソード
- 愛称はゴリ、燕のプーさん[20][21]。
- 趣味は映画鑑賞とボウリング。ボウリングは高校時代の頃から実家に帰省した際に友人らと遊び感覚でやってきたといい、ボウリングの最高スコアは246である[12]。
- 好きな映画の種類はアクション系や感動系で、2021年に公開された映画、「そして、バトンは渡された」を鑑賞した際は1人で映画館で号泣したという[22]。
- 入寮の際、大きなプーさんの人形を一緒に持ちこんだ。近江高校に入寮する際に両親からプレゼントされたもので、それ以降苦楽を共にしてきたという[21]。

## 詳細情報

### 年度別打撃成績
| 年 度     | 球 団     | 試 合 | 打 席 | 打 数 | 得 点 | 安 打 | 二 塁 打 | 三 塁 打 | 本 塁 打 | 塁 打 | 打 点 | 盗 塁 | 盗 塁 死 | 犠 打 | 犠 飛 | 四 球 | 敬 遠 | 死 球 | 三 振 | 併 殺 打 | 打 率 | 出 塁 率 | 長 打 率 | O P S |
| --------- | --------- | ----- | ----- | ----- | ----- | ----- | -------- | -------- | -------- | ----- | ----- | ----- | -------- | ----- | ----- | ----- | ----- | ----- | ----- | -------- | ----- | -------- | -------- | ----- |
| 2023      | ヤクルト  | 12    | 23    | 21    | 4     | 4     | 0        | 0        | 1        | 7     | 7     | 0     | 0        | 0     | 2     | 0     | 0     | 0     | 5     | 1        | .190  | .174     | .333     | .507  |
| 通算：1年 | 通算：1年 | 12    | 23    | 21    | 4     | 4     | 0        | 0        | 1        | 7     | 7     | 0     | 0        | 0     | 2     | 0     | 0     | 0     | 5     | 1        | .190  | .174     | .333     | .507  |

- 2024年度シーズン終了時

### 年度別守備成績
| 年 度 | 球 団    | 一塁  | 一塁  | 一塁  | 一塁  | 一塁  | 一塁     |
| 年 度 | 球 団    | 試 合 | 刺 殺 | 補 殺 | 失 策 | 併 殺 | 守 備 率 |
| ----- | -------- | ----- | ----- | ----- | ----- | ----- | -------- |
| 2023  | ヤクルト | 7     | 34    | 4     | 0     | 2     | 1.000    |
| 通算  | 通算     | 7     | 34    | 4     | 0     | 2     | 1.000    |

- 2024年度シーズン終了時

### 記録
初記録
- 初出場・初打席：2023年5月6日、対横浜DeNAベイスターズ7回戦（明治神宮野球場）、4回裏に小川泰弘の代打で出場、上茶谷大河の投失により出塁
- 初先発出場：2023年8月4日、対中日ドラゴンズ15回戦（バンテリンドーム ナゴヤ）、「7番・一塁手」で先発出場
- 初打点：2023年8月9日、対広島東洋カープ17回戦（明治神宮野球場）、2回裏に森翔平から右犠飛[23]
- 初安打・初本塁打：同上、3回裏に森翔平から左越満塁本塁打[24]

その他の記録
- プロ初安打が満塁本塁打 ※史上5人目、新人3人目
- プロ初本塁打が満塁本塁打 ※史上92人目、新人22人目

### 背番号
- 50（2023年[11] - ）